# 살람보
살람보(프랑스어: Salammbô, 1862년)는 프랑스 사실주의의 대표작가 귀스타브 플로베르의 역사소설이다. 제1차 포에니 전쟁 후, 용병들이 반란을 일으키고, 반란군 대장 마토와 진압군 대장의 딸 살람보가 그 중심에 서 있다. 지금은 사라진 고대 카르타고를 배경으로 낭만적인 사랑과 전쟁이 시작된다. 플로베르는 역사의 고증을 통해 지금 이 순간 살아 있는 듯한 카르타고의 모습을 멋지게 재현하고 있다.
1857년 시작하여 1862년에 발표된 ≪살람보≫는 역사의 뒤안길로 사라진 한 고대 문명 카르타고에 대한 소설이다. 플로베르는 5년 동안 전력을 다했던 ≪마담 보바리≫를 끝냈을 때 ‘현재의 세계에서 벗어날 필요’를 느꼈고, 그래서 먼 고대의 도시국가를 소설 배경으로 선택했다. 우리의 삶이 거대한 흐름 속에 있다고 인식했던 낭만주의는 관심과 탐구의 폭을 개인의 내면세계에서 역사의 공간으로 확장시켜 나갔다. 자연히 지난 시대의 삶을 되살리는 데 각별한 관심을 보였다. 과거는 무엇보다도 현실에서 불가능한 꿈과 희망을 충족시킬 수 있는 이상향처럼 등장했고, 특히 고대의 이국은 동시대에 불만을 가진 사람들에게 종종 꿈의 공간처럼 나타났다. 19세기 유럽과 전혀 다른 문명, 다른 풍경이 불러일으키는 이국정취는 낭만주의의 한 정서이기도 했다. 거칠지만 신비로운 고대의 이국은 동시대의 속악한 부르주아 사회와는 전적으로 다른 세계였기에 낭만주의자들이 현실에서 벗어나고자 했을 때 가장 이상적인 도피처가 되었던 것이다.